# Феодосій (Ковернинський)
Єпи́скоп Феодо́сій ( в миру Євфимій Павлович Кове́рнинський) (Коверницький; 20 січня 1895, с. Кожанка — 27 травня 1980, м. Київ) — архієрей Російської православної церкви та її Українського екзархату. Хіротонізований у єпископа 1945 року. Очолював Чернівецьку та Кіровоградську єпархії Українського екзархату, а також Архангельську єпархію Російської православної церкви.

## Біографія

### Юність
Євфимій (Євтимій) Павлович Ковернинський народився 20 січня 1895 року в с. Кожанка, нині Фастівського району, Київської області у багатодітній родині священика. 

### Початок служіння
У 1916 році закінчив Київську духовну семінарію. Був висвячений на диякона та священика. Потім був протоієреєм. Служив на парафіях Київської та Вінницької єпархій.
У 1923 році у сані протоієрея примкнув до обновленців.
У 1937 році був засуджений за статтею 58-10 УК РСФСР. Вирок 10 років ІТЛ. Після перегляду справи строк було скорочено до 5 років. Відбував покарання з 1937 до 1942.
У 1943 році був настоятелем Куликівського храму в Ульяновську, потім храму в Ревда Свердловської області. З червня 1944 року був настоятелем кафедрального собору в Чернівцях.
У 1945 році приніс покаяння і був призначений єпархіальним благочинним православних парафій Чернівецької області.
22 лютого 1945 пострижений у чернецтво і зведений в сан архімандрита.

### Архієрейське служіння
25 лютого 1945 хіротонізований у єпископа Чернівецького і Буковинського. Хіротонію здійснювали: митрополит Київський і Галицький Іоанн (Соколов), єпископ Волинський і Рівненський Миколай (Чуфаровський), єпископ Житомирський і Овруцький Антоній (Кротевич), і єпископ Донецький і Ворошиловградський Никон (Петін) (за іншими даними Миколай).
З 12 грудня 1947 року став єпископом Кіровоградським і Миколаївським. 21 жовтня 1949 звільнений на спочинок.
З 16 листопада 1953 призначений єпископом Архангельським і Холмогорським. 17 лютого 1956 звільнений на спочинок через хворобу.
З 15 жовтня 1964 місцем проживання визначений Псково-Печерський монастир із правом служіння після узгодження з настоятелем. Згодом він переїхав в Україну і жив у Києві. 
Помер у Києві 27 травня 1980 року на 86 році життя. Похований на Святошинському кладовищі в Києві. Відспівування здійснив архієпископ Уманський Макарій (Свистун) 29 травня у співслужінні кліриків і духовенства Володимирського кафедрального собору. У надгробному слові архієпископ Макарій відзначив доброту, християнське терпіння, скромність і працьовитість покійного ієрарха.

## Цікаві вчинки
Необхідно відзначити деяку особливість у діях владики Феодосія. Перебуваючи на спочинку в Києві, він вирішив випробувати, як ставляться до нього інші архієреї. До свята Різдва Христового у 1976 році він надіслав кожному архієреєві поздоровлення і гроші сумою 50 рублів із проханням молитися за нього за життя і після його смерті, і став чекати результату: хто і як поставиться до його прохання. Тим архієреїв, які не відповіли на його листа, він його повторив, бажаючи дізнатися, чи згодні вони молитися безкоштовно або за гроші. 